# Episodi di Power Rangers Megaforce (prima stagione)
Questa è la lista degli episodi di Power Rangers Megaforce. La serie va in onda negli Stati Uniti dal 2 febbraio 2013, fermandosi il 6 aprile, per poi riprendere a partire dal 7 settembre. In Italia i primi 3 episodi vengono trasmessi in anteprima il 14 ottobre 2013 su Boing, per poi venir mandati in onda regolarmente sul medesimo canale, a partire dal 21 ottobre 2013, per poi interrompersi il 4 novembre 2013. La serie torna in onda a partire dall'11 dicembre 2013. Gli ultimi 5 episodi vengono mandati in onda a partire dal 22 settembre 2014.
| nº | Titolo originale                 | Titolo italiano            | Prima TV USA      | Prima TV Italia   |
| -- | -------------------------------- | -------------------------- | ----------------- | ----------------- |
| 1  | Mega Mission                     | La Mega Missione           | 2 febbraio 2013   | 14 ottobre 2013   |
| 2  | He Blasted Me With Science       | Lo Scienziato Alieno       | 9 febbraio 2013   | 14 ottobre 2013   |
| 3  | Going Viral                      | L’Ascia di Jake            | 16 febbraio 2013  | 14 ottobre 2013   |
| 4  | Stranger Ranger                  | Il Falso Red Ranger        | 23 febbraio 2013  | 24 ottobre 2013   |
| 5  | United We Stand                  | L’Ape Regina               | 2 marzo 2013      | 25 ottobre 2013   |
| 6  | Harmony and Dizchord             | Sfida Musicale             | 9 marzo 2013      | 28 ottobre 2013   |
| 7  | Who's Crying Now?                | La Fine di Creepox         | 16 marzo 2013     | 29 ottobre 2013   |
| 8  | Robo Knight                      | Il Sesto Ranger            | 30 marzo 2013     | 30 ottobre 2013   |
| 9  | Prince Takes Knight              | Il Rapimento di Knight     | 6 aprile 2013     | 31 ottobre 2013   |
| 10 | Man and Machine                  | Uomini e Macchine          | 7 settembre 2013  | 1º novembre 2013  |
| 11 | Ultra Power                      | Ultra Poteri               | 14 settembre 2013 | 4 novembre 2013   |
| 12 | Last Laugh                       | L’Ultima Risata            | 28 settembre 2013 | 11 dicembre 2013  |
| 13 | Dream Snatcher                   | Il Mangiatore Di Sogni     | 5 ottobre 2013    | 13 dicembre 2013  |
| 14 | Gosei Ultimate                   | Gosei Estremo              | 12 ottobre 2013   | 17 dicembre 2013  |
| 15 | The Human Factor                 | I Nuovi Avversari          | 26 ottobre 2013   | 19 dicembre 2013  |
| 16 | Rico the Robot                   | Rico Il Robot              | 2 novembre 2013   | 22 settembre 2014 |
| 17 | Staying on Track                 | Terrore Sui Binari         | 9 novembre 2013   | 23 settembre 2014 |
| 18 | The Human Condition              | Astronave Sulla Città      | 16 novembre 2013  | 24 settembre 2014 |
| 19 | The Messenger                    | Il Messagero               | 23 novembre 2013  | 25 settembre 2014 |
| 20 | End Game                         | Gioco Finale               | 30 novembre 2013  | 26 settembre 2014 |
| 21 | Raising Spirits                  | Il Mostro Di Halloween     | 19 ottobre 2013   | 4 luglio 2014     |
| 22 | The Robo Knight Before Christmas | Buon Natale Da Robo Knight | 7 dicembre 2013   | 25 dicembre 2013  |

## La Mega Missione
- Titolo Originale: Mega Mission
- Diretto da: Jonathan Tzachor
- Scritto da: James W. Bates

### Trama
Quando dei malvagi alieni si dirigono verso l'orbita terrestre, Gosei decide di formare una nuova squadra di giovani eroi per difendere il pianeta e proseguire nella tradizione dei Power Rangers.

## Lo Scienziato Alieno
- Titolo Originale: He Blasted Me With Science
- Diretto da: Jonathan Tzachor
- Scritto da: David McDermott

### Trama
Gli invasori alieni mandano sulla terra lo scienziato alieno Yuffo per studiare la razza umana e capire come meglio sconfiggerli. In precedenza, Troy ha incontrato Creepox.

## L'Ascia di Jake
- Titolo Originale: Going Viral
- Diretto da: Jonathan Brough
- Scritto da: Marc Handler

### Trama
Quando Noah inizia a dubitare delle proprie capacità, non riuscendo a sollevare la pesante arma di Jake, apprende che credere in sé stessi è ciò che è necessario per raggiungere i propri obiettivi.

## Il Falso Red Ranger
- Titolo Originale: Stranger Ranger
- Diretto da: Jonathan Brough
- Scritto da: Seth Walther

### Trama
Mentre i Mega Rangers apprendono che la concentrazione è essenziale per perfezionare le loro doti, vengono distratti da un ragazzo che afferma falsamente di essere il Red Ranger.

## L'Ape Regina
- Titolo Originale: United We Stand
- Diretto da: Jonathan Brough
- Scritto da: Jill Donnellan

### Trama
Gia ed Emma, migliori amiche da sempre, vengono trasformate in acerrime nemiche dal malvagio mostro, Beezara. Nel frattempo, i ragazzi sono catturati dall'“ape regina” Beezara e trasformati nei suoi obbedienti schiavi.

## Sfida Musicale
- Titolo Originale: Harmony and Dizchord
- Diretto da: James Barr
- Scritto da: Seth Walther

### Trama
Quando un alieno Warstar attacca la città con musica che causa dolori fisici, i Mega Rangers devono contrattaccare con una loro canzone.

## La Fine di Creepox
- Titolo Originale: Who's Crying Now?
- Diretto da: Jonathan Tzachor
- Scritto da: Seth Walther

### Trama
Dopo che Troy ha affrontato alcuni bulli a scuola, i Mega Rangers se la devono vedere con un bullo ancora più pericoloso, Creepox.

## Il Sesto Ranger
- Titolo Originale:Robo Knight
- Diretto da: Jonathan Tzachor
- Scritto da: Marc Handler

### Trama
Il misterioso Robo Knight si unisce ai Mega Rangers. Potrà aiutarli a sconfiggere i mostri tossici che minacciano la Terra?

## Il Rapimento di Knight
- Titolo Originale: Prince Takes Knight
- Diretto da: Jonathan Tzachor
- Scritto da: David McDermott, Seth Walther

### Trama
Mentre i Mega Rangers provano a capire come far unire alla squadra il loro nuovo e robotico alleato, Vrak cattura Robo Knight, tentando di riprogrammarlo per i suoi scopi nefasti.

## Uomini e Macchine
- Titolo Originale: Man and Machine
- Diretto da: John Laing
- Scritto da: Seth Walther

### Trama
Quando Serpente Ombra, un mostro che ruba le ombre, attacca, i Mega Rangers devono insegnare a Robo Knight il potere del lavoro di squadra, al fine di sconfiggere il nemico.

## Ultra Poteri
- Titolo Originale: Ultra Power
- Diretto da: John Laing
- Scritto da: Jim Peronto

### Trama
I Mega Rangers devono trovare e recuperare un'antica arma conosciuta con il nome di “Spada Selvaggia”, ma Vrak è determinato a imbrigliare i poteri della spada per i suoi scopi.

## L'Ultima Risata
- Titolo Originale: Last Laugh
- Diretto da: John Laing
- Scritto da: Jill Donnellan

### Trama
Non è una cosa da ridere quando Gia e gli altri Rangers vengono catturati da Nojoke, un mostro che si ciba delle risate umane. Spetta quindi al serioso Noah e al rigoroso Robo Knight scoprire come collaborare per salvare i loro amici.

## Il Mangiatore Di Sogni
- Titolo Originale: Dream Snatcher
- Diretto da: Akihiro Noguchi (come Yuji Noguchi), Isaac Florentine (consulente)
- Scritto da: Jill Donnellan, James W. Bates

### Trama
Un mostro divoratore di sogni caccia Emma e altri umani, nutrendosi dei loro sogni e ambizioni. Con un Ranger a terra, il team deve scoprire come sconfiggere il mostro prima che Emma sia persa per sempre.

## Gosei Estremo
- Titolo Originale: Gosei Ultimate
- Diretto da: Akihiro Noguchi (come Yuji Noguchi), Isaac Florentine (consulente)
- Scritto da: Marc Handler

### Trama
Quando Bluefur e Bigs usano l'Aurora Box per diventare ancora più potenti, Gosei e i Mega Rangers dovranno fare l'impossibile per sconfiggerli e salvare la Terra.

## I Nuovi Avversari
- Titolo Originale: The Human Factor
- Diretto da: Akihiro Noguchi (come Yuji Noguchi), Isaac Florentine (consulente)
- Scritto da: David McDermott

### Trama
I Mega Rangers incontrano il loro avversario robotico, che prova a convincere Robo Knight che gli umani sono la vera minaccia alla Terra.

## Rico Il Robot
- Titolo Originale: Rico the Robot
- Diretto da: Yuji Noguchi e Isaac Florentine (consulenti)
- Scritto da: Jill Donellan

### Trama
Quando uno dei robot di Metal Alice ha un malfunzionamento, Emma e i Power Rangers decidono di adottarlo per insegnargli i valori di amicizia e libertà.

## Terrore Sui Binari
- Titolo Originale: Staying on Track
- Diretto da: James Barr
- Scritto da: Jim Peronto

### Trama
I Mega Rangers devono correre a salvare la situazione, quando Metal Alice pianifica di gettare la città nel caos facendo deragliare un treno passeggeri. Nel frattempo, Robo Knight, quando incontra un bambino, si avvicina di più nella comprensione degli esseri umani.

## Astronave Sulla Città
- Titolo Originale: The Human Condition
- Diretto da: James Barr
- Scritto da: David McDermott

### Trama
L'Ammiraglio Malkor si risveglia dal suo bozzolo più potente che mai, determinato a distruggere i Mega Rangers.

## Il Messagero
- Titolo Originale: The Messenger
- Diretto da: John Laing
- Scritto da: Marc Handler

### Trama
La vittoria dei Mega Rangers sugli alieni insettoidi Warstar dura poco, quando scoprono che Metal Alice ha trasformato Vrak in un potente e minaccioso cyborg, ma senza ricordi. E per rendere le cose peggiori, Il Messagero arriva per informare Metal Alice che l'invasione è pronta. Vrak riguadagna i suoi ricordi, in seguito al suo combattimento con i Rangers. Il Messagero ordina l'invasione e una misteriosa entità risponde.

## Gioco Finale
- Titolo Originale: End Game
- Diretto da: John Laing
- Scritto da: Seth Walther

### Trama
Quando Cyborg Vrak, Metal Alice e Il Messaggero lanciano un feroce attacco contro i Mega Rangers, i Rangers dovranno fare ricorso a tutti i loro poteri e abilità per salvare la Terra.

## Il Mostro di Halloween
- Titolo Originale: Raising Spirits
- Diretto da: James Barr
- Scritto da: Jim Peronto

### Trama
In questo speciale di Halloween, i Rangers incontrano un medium la cui sfera di cristallo curiosamente mostra loro delle precedenti battaglie. Il chiaroveggente si rivela essere un mutante chiamato Glytcher che tenta di causare malfunzionamenti in tutti i dispositivi elettronici della città. Con l'aiuto di Emma, i Rangers dovranno trovare una soluzione per sconfiggerlo e salvare Halloween.

## Buon Natale Da Robo Knight
- Titolo Originale: The Robo Knight Before Christmas
- Diretto da: James Barr
- Scritto da: James W. Bates

### Trama
Robo Knight apprende il vero significato del Natale da un gruppo di bambini, quando viene scambiato per un regalo natalizio e messo in una cassa diretta in Africa.